# Karangmangu (Purwojati)
Karangmangu is een bestuurslaag in het regentschap Banyumas van de provincie Midden-Java, Indonesië. Karangmangu telt 3377 inwoners (volkstelling 2010).